# AKB1/48
『AKB1/48』（エーケービーよんじゅうはちぶんのいち）は、2009年11月18日よりエンタ!371にて放送されていたバラエティ番組。
AKB48レギュラー冠番組。メンバー個々の活動やキャラクターに焦点を充てた企画を展開、紹介する。

## 出演者

### レギュラー
- AKB48

## 放送日程
| 回 | 放送日（初回） | 放送時間 （初回） | 放送内容         | 企画参加メンバー                        | 他出演メンバー     |
| -- | -------------- | ----------------- | ---------------- | --------------------------------------- | ------------------ |
| 1  | 2009年11月18日 | 22:00 -           | カントリーガール | 近野莉菜、藤江れいな                    | 大島麻衣（卒業生） |
| 2  | 2009年12月16日 | 22:00 -           | 六本木ショーパブ | 大堀恵、小原春香                        | -                  |
| 3  | 2010年1月17日  | 12:00 -           | 渋谷vs秋葉原     | 中田ちさと、仲谷明香                    | -                  |
| 4  | 2010年2月19日  | 22:00 -           | 渋谷vs秋葉原     | 中田ちさと、仲谷明香                    | -                  |
| 5  | 2010年3月19日  | 20:00-            | いちご狩り       | 野中美郷、松井咲子                      | -                  |
| 6  | 2010年4月18日  | 20:00-            | 一問一答         | 野中美郷、松井咲子                      | -                  |
| 7  | 2010年5月16日  | 20:00-            | 第1・2回総集編   | 近野莉菜、藤江れいな 大堀恵、小原春香   | 大島麻衣（卒業生） |
| 8  | 2010年6月17日  | 23:00 -           | 第3 - 6回総集編  | 中田ちさと、仲谷明香 野中美郷、松井咲子 | -                  |

## 製作著作
- 株式会社つくばテレビ